# Let Me Dream Again
Let Me Dream Again er en britisk stumfilm fra 1900 af George Albert Smith.